# Gaillon
Gaillon – miejscowość i gmina we Francji, w regionie Normandia, w departamencie Eure. Przez miejscowość przepływa Sekwana. 
Według danych na rok 1990 gminę zamieszkiwały 6303 osoby, a gęstość zaludnienia wynosiła 619 osób/km² (wśród 1421 gmin Górnej Normandii Gaillon plasuje się na 44. miejscu pod względem liczby ludności, natomiast pod względem powierzchni na miejscu 340).